# Шон Паркър
Шон Паркър (на английски: Sean Parker) е американски бизнесмен и предприемач, съосновател на Napster, Plaxo и Causes и взел участие в лансирането на Facebook.
Баща му го научава да програмира на 7 години. На 16 години той успява да извърши хакерство на военни и други корпорации, поради което е разследван от ФБР. Едва 19-годишен, той лансира Napster, компютърна програма за безплатно сваляне на песни. След заведени няколко дела от звукозаписната индустрия, Napster е свален от употреба. През 2004 година става консултант на създателите на Facebook и получава 7% от акциите на компанията. Тази му роля е отразена във филма „Социалната мрежа“, където Джъстин Тимбърлейк превъплъщава образа му.